# Cesare Cadeo
Cesare Cadeo (Milano, 2 luglio 1946 – Milano, 4 aprile 2019) è stato un giornalista, conduttore televisivo e politico italiano.
La sua carriera televisiva fu legata in modo particolare alle reti Mediaset.

## Biografia

### Origini e formazione
Frequentò il liceo classico dell'istituto Zaccaria, dei padri barnabiti di Milano, compagno di classe di Marco Cefis e Marco Tronchetti Provera. Laureatosi in giurisprudenza all'Università Statale di Milano, completò un master a Brighton (in Inghilterra) e conseguì una seconda laurea presso la Pro Deo University di New York.

Con Vincenzo Franceschelli e Fabrizio Del Noce fondò la Confederazione Studentesca, corrente riformista che si contrapponeva al Movimento Studentesco sessantottino.

### Carriera televisiva
Iniziò a lavorare a Canale 5 nel 1981, come inviato e consulente aziendale, apparendo poi dall'anno successivo in Gol, programma calcistico condotto da Enzo Bearzot, e Superflash, al fianco di Mike Bongiorno. Nel 1982 ha un piccolo ruolo nel film Io so che tu sai che io so, per la regia di Alberto Sordi, dove interpreta un giornalista. Nel 1983 condusse con Sandra Mondaini Five album, sorta di riepilogo della stagione televisiva 1982-1983 di Canale 5. In quel periodo fu anche commentatore di molti programmi ed avvenimenti sportivi, realizzando come inviato una serie di servizi speciali per il programma Buongiorno Italia.
Nel 1983 debuttò come conduttore delle trasmissioni sportive Record, Super Record e Super Record Sport, in onda su Canale 5, continuando a collaborare nei programmi di Mike Bongiorno Superflash e Pentatlon. La sua esperienza come giornalista in ambito sportivo proseguì per i programmi Un anno di sport, Cadillac ed alcune rubriche sportive per Buongiorno Italia e Studio 5.
Nella stagione 1987-1988 condusse su Canale 5 la trasmissione Fantasia, quiz con protagonisti i bambini.
Dal 1989 al 1992 condusse la trasmissione di seconda serata di Italia 1 Calciomania, affiancato da Paola Perego e Maurizio Mosca. Collaborò a Siamo fatti così e a L'Italia del giro, condotto con Emanuela Folliero e Miriana Trevisan.
Dal 1994 presentò su Rete 4 Buona giornata insieme a Patrizia Rossetti, nonché numerose telepromozioni e televendite. Nel 1995 fu ospite fisso della trasmissione di Italia 1 Mai dire Gol, in qualità di un surreale inviato da una finta edicola in collegamento con la Gialappa's Band. Nel 2001 presentò la trasmissione di cucina Mezzogiorno di cuoco, con Lorenzo Battistello; nello stesso periodo collaborò con la redazione del TG5.
Passò poi alla Rai. Nella primavera del 2007 condusse il reality show di Rai 2 La sposa perfetta (insieme a Roberta Lanfranchi), all'interno del quale condusse anche una puntata speciale di Furore proprio nel decimo anniversario. Nel 2008 fu ospite di Beppe Braida nel concorso di bellezza Miss Muretto. Apparve nella quinta stagione di Pechino Express, insieme a Patrizia Rossetti in una "televendita" che i concorrenti dovevano replicare.

### Carriera politica e altre attività
Fu assessore allo Sport della Provincia di Milano tra il 1999 e il 2004, sotto la presidenza di Ombretta Colli. Era fratello di Maurizio Cadeo, assessore all'Arredo e decoro urbano del comune di Milano della giunta del sindaco Letizia Moratti.
Tifoso del Milan e membro del CdA rossonero negli anni settanta e ottanta, fu presidente di Milanosport, la società per azioni creata dal comune di Milano per gestire gli impianti sportivi comunali.

### Morte
Morì il 4 aprile 2019 all'età di 72 anni dopo una lunga malattia.

## Vita privata
Ebbe tre figli: Alessandra, Filippo e Caterina.

## Programmi televisivi
- Gol (1981-1982)
- Superflash (1982)
- Claudio Baglioni - Un cantastorie del nostro tempo (1982)
- Five album (1983)
- Buongiorno Italia (1983)
- Record (1983-1984)
- Super Record (1983-1984)
- Super Record Sport (1983-1984)
- Pentatlon (1985)
- Superflash (1985)
- Incontri d'estate – spettacolo itinerante (1985)
- Un anno di sport (1986)
- Cadillac (1986)
- Siamo fatti così – rubrica all'interno di Buongiorno Italia (1986)
- Dallo sport con sentimento – rubrica all'interno di Studio 5 (1986)
- Fantasia (1987-1988)
- Il girasole tour – spettacolo itinerante (1987-1988)
- Calciomania (1989-1992)
- L'Italia del Giro (1993-1997)
- Buona giornata (1994-1995)
- Mai dire Gol (1995)
- Super Festival '97 (1997)
- Meteore - Alla ricerca delle stelle perdute (1999)
- Mezzogiorno di cuoco (2001)
- Facce da quiz (2001)
- La sposa perfetta (2007)
- Furore (2007)

## Filmografia
- Io so che tu sai che io so, regia di Alberto Sordi (1982)